# كلارا بوو
كلارا بوو (29 يوليو 1905 - 27 سبتمبر 1965) (بالإنجليزية: Clara Bow)‏ كانت ممثلة أمريكية اشتهرت بفترة الأفلام الصامتة في العشرينات.

## أعمالها
- 1922 ما وراء قوس قزح بدور فيرجينيا جاردنر
- 1922 نزولاً إلى البحر في سفن بدور دوت مورغان
- 1923 أعداء النساء بدور فتاة ترقص على الطاولة
- 1923 ماي تايم بدور أليس تريمين[3][4]

## مواقع خارجية
- كلارا بوو على موقع IMDb (الإنجليزية)
- كلارا بوو على موقع الموسوعة البريطانية (الإنجليزية)
- كلارا بوو على موقع ألو سيني (الفرنسية)
- كلارا بوو على موقع تيرنر كلاسيك موفيز (الإنجليزية)
- كلارا بوو على موقع أول موفي (الإنجليزية)
- كلارا بوو على موقع قاعدة بيانات الأفلام السويدية (السويدية)
- كلارا بوو على موقع إن إن دي بي (الإنجليزية)
- كلارا بوو على موقع قاعدة بيانات الفيلم (الإنجليزية)
- كلارا بوو على موقع كينوبويسك (الروسية)